# Колешино
Колешино (на македонска литературна норма: Колешино; на гръцки: Κολέσινο) е село в община Ново село на Северна Македония. Населението му е 1200 души (2002).

## География
Колешино се намира во подножието на планината Беласица, на надморска височина от 270 метра.
Основна забележителност на селото е Колешинският водопад, разположен южно от него на река Баба в Беласица. Висок е 19,5 метра. До него през 2006 година е изградена екопътека.

## История
За името на селото има две легенди. Едната е, че то идва от голямото клане в Беласишката битка от 1014 година между цар Самуил и византийския император Василий II. Това е и написано на табела в селото. Втората легенда е, че името идва от овчаря Коле, който пръв се заселил на мястото на селото.
Според местните жители селото първоначално е било разположено на 500 m по-южно в местността Лееще (Леши) и се викало Спаса. След това се мести в местността Морлада и селото почнало да се вика Колешино, и още по-късно се преместило на сегашното място.
В писмените източници селото се споменава в османски документ от 1519 година, когато имало двадесет християнски семейства и едно мюсюлманско. В края на XVI век Калошинче (Калошиндже) е в състава на нахия Уструмджа, лива Кюстендил. През 1591 година част от селото е тимар на Дениз, син на Реджеб, след смъртта на предишния тимариот Илиас.
През XX век селото е чисто българско. Според местна легента в пролома на река Баба се хвърлят 16 калугери, за да не бъдат хванати османците.
Църквата „Свети Спас“ е от 1840 година. В „Етнография на вилаетите Адрианопол, Монастир и Салоника“, издадена в Константинопол в 1878 година и отразяваща статистиката на населението от 1873 година, Колешин (Coléchine) е посочено като село с 80 домакинства, като жителите му са 313 българи. Според статистиката на Васил Кънчов („Македония. Етнография и статистика“) от 1900 г. Кулешино е населявано от 660 жители, всички българи християни.
В началото на XX век почти цялото село е гъркоманско. По данни на секретаря на Българската екзархия Димитър Мишев („La Macédoine et sa Population Chrétienne“) през 1905 година в Кулешино има 768 българи патриаршисти гъркомани и 16 българи протестанти. Там функционира гръцко училище. В селото преподава гръцката учителка Екатерини Стамбули.
Митрополит Емилиан Мелнишки пише, че на 24 януари 1908 година осемчленна българска чета, начело със Стойо от Колешино, се сражава с османски части при Цървища. Турците залавят боеприпаси и документи.
По време на Хуриета, вестника „Отечество“ известява, че гръцкият офицер Лопис, който по това време служи в Струмица като гръцки учител, заплашва патриаршисти от Колешино, защото забелязва сред тях желание да се премине в екзархията.
При избухването на Балканската война 3 души от Колешино са доброволци в Македоно-одринското опълчение.
В 1961 година в селото има 1240 жители. Според преброяването от 2002 година селото има 845 жители.
| Националност     | Всичко |
| северномакедонци | 838    |
| албанци          | 0      |
| турци            | 0      |
| роми             | 0      |
| власи            | 0      |
| сърби            | 3      |
| бошняци          | 0      |
| други            | 4      |

Освен православна църква „Свети Спас“ (към началото на XX век 160 семейства), в селото има и евангелско-методистка (60 семейства); адвентистка (15 семейства) и църква на Свидетелите на Йехова (10 семейства). В селото работи основното училище „Видое Подгорец“, както и Дом на културата. В 1939 година е изградена чешмата Даревица.

## Личности
Родени в Колешино
- Андон Буфски (Антониос Буфидис), гръцки агент (трети клас) на гръцка андартска чета в Македония[12]
- Аристид Козаров (Аристидис Козарис), четник в гръцка андартска чета в Македония[13]
- Боне Китанов (1879 – след 1943), български революционер
- Видое Подгорец (1934 – 1997), писател от Република Македония
- Вилма Трайковска, първа дама на Република Македония
- Георги Божинов Трайков (1879 – след 1943), български революционер
- Димитър Пандов (Пандев) Тилев (1881 - след 1943), македоно-одрински опълченец, 1-ва рота на 9-а велешка дружина;[14][15] на 30 март 1943 година като жител на Колешино подава молба за българска народна пенсия; молбата е одобрена и пенсията е отпусната от Министерския съвет на Царство България[15]
- Евтим Калайджиев Колешински (Ефтимиос Каладзис или Колесйотис), гръцки революционер[16]
- Иван Малтарев (Йоанис Малтарис), четник в гръцка андартска чета в Македония[17]
- Лазар Евтимов (о. 1893 – ?), македоно-одрински опълченец, 2-ра рота на 9-а велешка дружина[18]
- Мильо Божинов Попризов (1879 – след 1943), български революционер
- Панде Атанасов (? – 1907), гръцки андартски капитан
- Сократ Стойков (о. 1890 – ?), македоно-одрински опълченец, чета на Никола Жеков[19]
- Сотир Козаров (Сотириос Козарис), гръцки агент (втори клас) на гръцка андартска чета в Македония[20]
- Стоян Николов, български революционер от ВМОРО, четник на Петър Ангелов[21]
- Хараламби Козаров, гръцки андартски капитан